# Hoiti-Toiti
„Hoiti-Toiti” (rusă Хойти-Тойти)  este o povestire științifico-fantastică a scriitorului Aleksandr Beleaev. Prima dată a fost  publicată în 1930. Este penultima povestire din colecția Invențiile miraculoase ale profesorului Wagner (rusă Изобретения профессора Вагнера, 1926-1936). Prezintă un transplant de creier uman la un elefant și descrie aventurile omului în corpul animalului. Povestirea a fost inspirată de romanul fantastic Le Docteur Lerne, Sous-Dieu (1908) de Maurice Renard și  de Insula doctorului Moreau de H.G. Wells.

## Traduceri în limba română
- Aleksandr Beleaev - Hoiti-Toiti, în Colecția „Povestiri științifico-fantastice” nr. 95-96, supliment al revistei Știință & Tehnică
- Aleksandr Beleaev - Hoiti-Toiti, Almanahul Anticipația, 1984

## Legături externe
- Textul integral în rusă